# Niederreißen
Niederreißen ist ein Ortsteil der Landgemeinde Ilmtal-Weinstraße im Nordosten des Landkreises Weimarer Land.

## Lage
Der Ort liegt an der L 1057, die Apolda und Buttstädt miteinander verbindet. Der Ort ist überwiegend von Ackerland umgeben, lediglich im Osten an der Grenze zu Rudersdorf gibt es ein kleines Waldgebiet, durch das ein Weg in Richtung Nachbarort führt. Die Buslinie 289 der PVG Weimarer Land verbindet den Ort mit Buttstädt bzw. Apolda.

## Geschichte
Die Siedlungsstruktur des Ortes weist auf einen vermutlich slawischen Rundling hin. Archäologische Funde lassen eine sehr frühe Besiedlung vermuten. Die gefundenen Waffen und Werkzeuge sind im Buttstädter Heimatmuseum zu besichtigen.
Die erste urkundliche Erwähnung erfolgte im Jahre 1132. Im 12. Jahrhundert wurde die bis heute erhaltene Kirche erbaut. Während das Kirchenschiff im romanischen Stil errichtet wurde, sind die übrigen Teile der Kirche aus der zweiten Hälfte des 18. Jahrhunderts und schlicht gehalten. Niederreißen gehörte bis 1489 zum Besitz der Herren von Meusebach (Amt Buttelstedt).
Am 26. Juli 1581 fiel gegen 13 Uhr ein Meteorit in ein Gartengrundstück. Der Stein mit einem Gewicht von 39 Pfund wurde nach Dresden gebracht. Über seinen weiteren Verbleib ist nichts mehr bekannt. Im Dreißigjährigen Krieg wurde der Ort fast völlig zerstört und die Bevölkerung wurde durch die Pest stark dezimiert. Plünderungen durch umherziehende Horden und Soldaten, Katastrophen, Feuersbrünste und Unwetter machten dem Ort auch weiterhin zu schaffen.
Der Ort gehörte im 16. Jahrhundert zu dem Teil der Vogtei Brembach, der 1662 beim Herzogtum Sachsen-Weimar verblieb und 1735 dem Amt Hardisleben angegliedert wurde. 1741 kam der Ort mit diesem zum Herzogtum Sachsen-Weimar-Eisenach. Die Orte des Amts Hardisleben gehörten seit 1817 zum Amt Buttstädt, welches 1850 im Verwaltungsbezirk Apolda des Großherzogtums Sachsen-Weimar-Eisenach aufging. Im 19. Jahrhundert baute sich die Gemeinde ein Backhaus, ein Brauhaus und eine Gaststätte.
Ohne erwähnenswerte Beschädigungen gingen die beiden Weltkriege an Niederreißen vorbei. Die nach dem Zweiten Weltkrieg existierenden 40 kleinen und mittleren Landwirtschaftsbetriebe schlossen sich im Zuge der Bodenreform in der sowjetischen Besatzungszone zu einer LPG zusammen. Der einzig größere Betrieb wurde enteignet und an Neubauern verteilt. Ab 1964 wurden acht Wirtschaftsgebäude ehemaliger Familienbetriebe zu Wohnungen umgebaut. Hierbei entstanden zehn neue Eigenheime und ein gemeindeeigenes Wohnhaus für vier Familien. Auch die Dorfstraße als Ortsdurchfahrt, die Buttstädter Straße (Ortsumgehungsstraße) und eine neue Wasserleitung wurden neu gebaut oder erneuert. Der 1949 eröffnete Kindergarten musste 1993 wegen rückläufiger Geburtenzahlen geschlossen werden. Heute bewirtschaftet die Agrargenossenschaft Pfiffelbach über 90 % der Gemarkung.

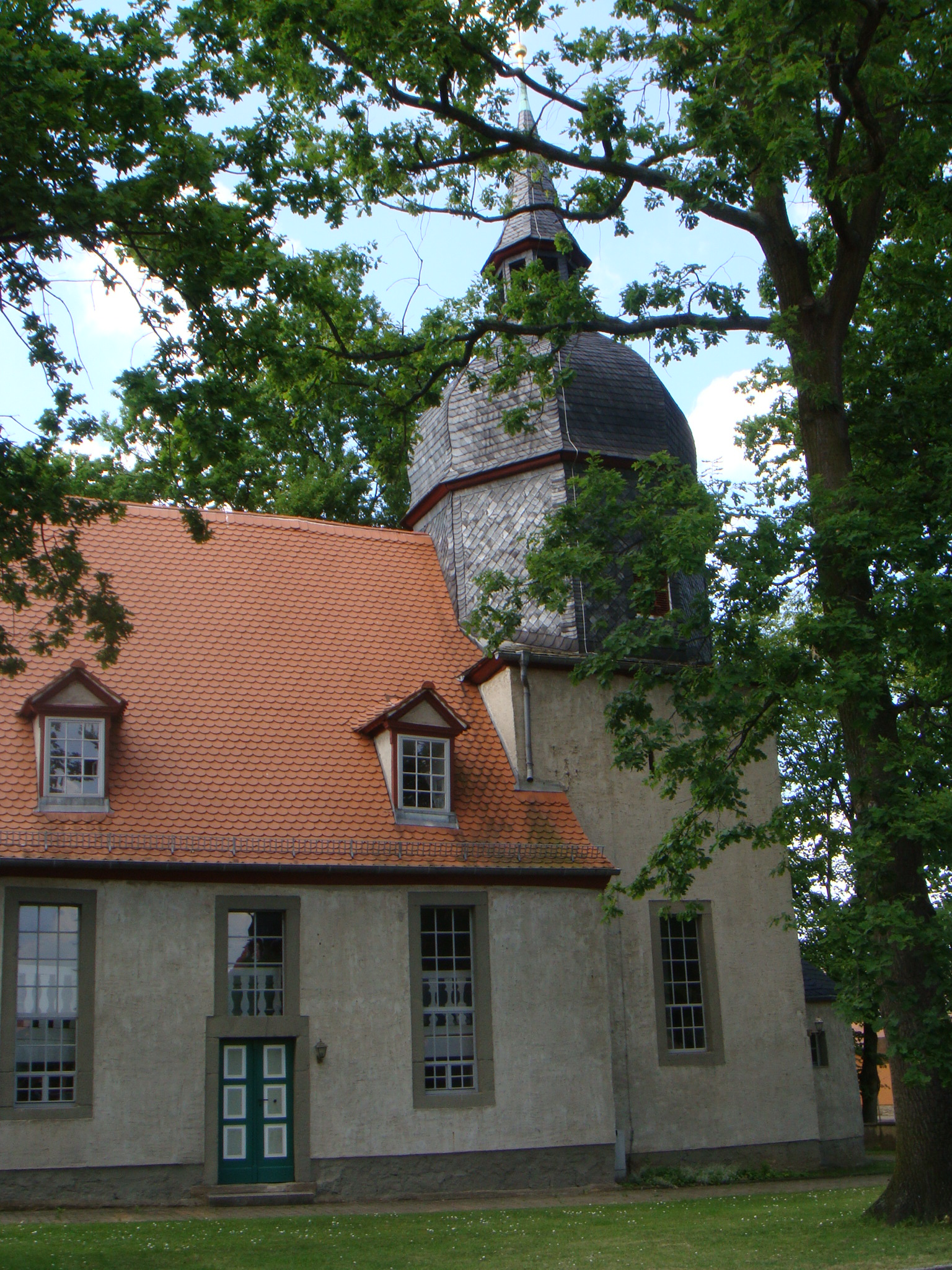
Dorfkirche 2010

1974 wurden Nieder- und Oberreißen zur Gemeinde „Nieder-Oberreißen“ zusammengelegt. Im Mai 1990 erlangte Niederreißen seine Selbständigkeit zurück. Am 31. Dezember 2013 wurde Niederreißen in die neue Landgemeinde Ilmtal-Weinstraße eingegliedert.

## Kultur und Sehenswürdigkeiten
- Der Ort pflegte bis 1912 – als letzte Thüringer Gemeinde – die mittelalterliche Tradition, in der Adventszeit den „Hafer-Dezem“ in der Gemeindeschenke zu „bezahlen“. Statt des bereits üblichen „Kirchgeldes“ hatte im Ort noch jeder Hof eine dem Pfarrer zustehende Getreidemenge (Hafer) als Naturalabgabe zu überbringen. Die Bauern mussten das im Herbst eingebrachte, dann ausgedroschene und in Säcken verwahrte Hafer-Getreide zur Schenke fahren, wo ein entsprechender Anteil in „Weimarer Scheffeln“ ausgemessen wurde. Die Veranstaltung war stets mit Neckereien, Umtrunk und verschiedenen dörflichen Bräuchen aufgewertet und wurde von einem Gemeindediener geleitet.[3]
- Von den ehemals zahlreichen Vereinen (Gesangverein, Krieger- und Militärverein, Burschenverein, ländlicher Genossenschaftsverein) ist keiner mehr vorhanden. Zur Pflege von Kultur und Gesellschaft hat sich ein Heimat- und Kirmesverein gebildet.